# 진 헌공 (3대)
진 헌공(秦 憲公)은 중국 춘추시대의 진나라 제3대 군주(재위：기원전 716년 ~ 기원전 704년)이다. 성은 영(嬴), 이름은 립(立)이다. 『사기(史記)』에는 진 영공(秦 寧公)으로도 기록되어 있다. 진 문공(秦 文公)의 손자이자 진 정공(秦 靖公)의 장남이다.

## 생애
기원전 718년, 진 문공의 아들 진 정공이 사망하면서, 손자 립(立)이 태자로 지정된다.
기원전 716년, 진 문공이 사망하면서 즉위한다.
기원전 714년, 진나라 도읍을 견위지회(汧渭之會, 현재 섬서성 미현 부근)에서 평양(平陽, 현재 섬서성 기산현 서남)으로 옮긴다. 같은해, 진 헌공이 박융(亳戎)의 수도 탕사(蕩社, 섬서성 서안시 장안구 서남 혹은 섬서성 삼원현 흥평시 일대)로 군대를 파견하여 정벌한다.
기원전 713년, 박융과 교전하여 박왕이 패전하고 서융(西戎)으로 도망간다. 같은해, 진 헌공은 탕사를 공격하여 멸망시킨다.
기원전 710년, 차남 진 덕공(秦 德公)이 출생한다.
기원전 709년, 예백(芮伯) 만(萬)의 모친 예강(芮姜)이 예백의 총희가 많음을 미워하여, 예백을 쫓아내고 위성(魏城, 현재 산서성 예성현 북쪽)으로 추방한다.
기원전 708년, 막내 만(曼, 훗날의 진 출자秦 出子)이 태어난다. 같은해 가을, 진나라가 예(芮)나라를 공격하였으나, 적군을 깔보다가 패전하였다. 겨울, 주 환왕(周 桓王)과 진나라의 군대가 위성(魏城)을 포위하여 예백 만을 체포하였다.
기원전 704년, 탕씨(蕩氏)를 공격한다. 같은해, 진 헌공은 사망한다. 진릉산(秦陵山, 서산대록西山大麓, 현재 섬서성 보계시 진창구 서북)에 매장되었다.

## 가족
- 부 : 진 문공(秦 文公)

- 처첩 : 노희자(魯姬子), 왕희(王姬, 주나라 왕실 공주)

- 아들

장남 : 진 무공(秦 武公) 설(說), 노희자 소생
차남 : 진 덕공(秦 德公) 가(嘉), 노희자 소생
막내아들 : 진 출자(秦 出子) 만(曼), 왕희 소생

## 참고자료
- 『史記』 「秦本紀」
- 『史記』 「秦始皇本紀」
- 『春秋左傳』

| 전임 문공 | 제3대 중국 진나라의 군주 기원전 716년 ~ 기원전 704년 | 후임 출자 |